# Черес
Черес (итал. Ceres) — коммуна в Италии, располагается в регионе Пьемонт, в провинции Турин.
Население составляет 1032 человека (2008 г.), плотность населения составляет 38 чел./км². Занимает площадь 28 км². Почтовый индекс — 10070. Телефонный код — 0123.
В коммуне 15 августа особо празднуется Успение Пресвятой Богородицы.

## Демография
Динамика населения:

## Администрация коммуны
- Официальный сайт: